# Fingerskarv

Triangelformad fingerskarv.

Fingerskarvning innebär att en fingerliknande profil, oftast triangelformad, fräses på träbitarna på ett sådant sätt att de kan sammanfogas till en jämn enhet, utan synlig skarv, genom limning och pressning. Skarvningen kan göras i träets alla fiberriktningar (radiell, tangentiell och axiell) men vanligast är att profilen fräses på den radiell-tangentiella riktningen för att erhålla en axiell förlängning av trästycket.